# プーニュー・ニャーニュー

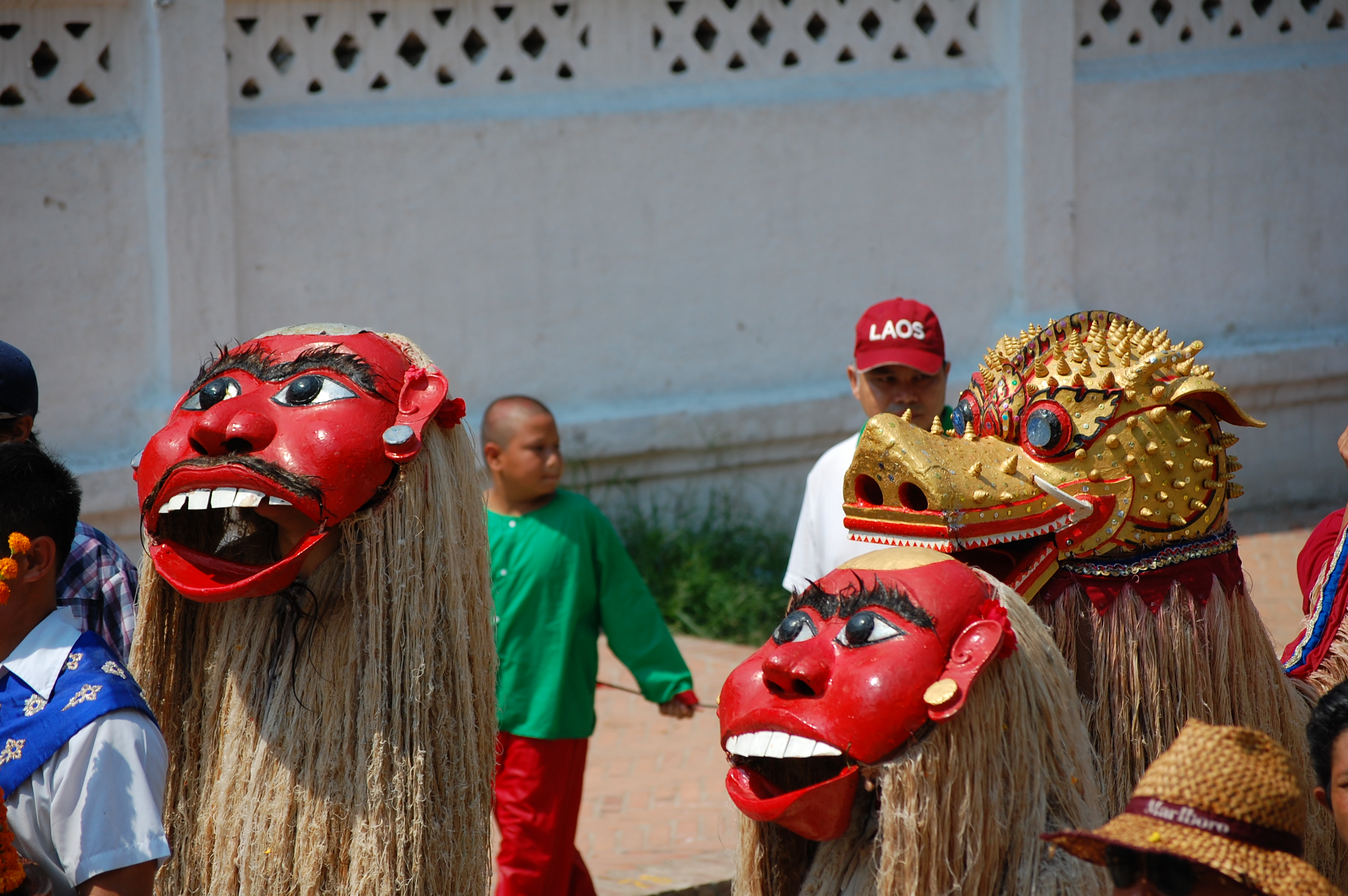

プーニュー・ニャーニュー（ラーオ語:ປູ່ເຍີ ຍ່າເຍີ 、英語:PuYer-YaYer）はラオスのルアンパバーンにおける祖先霊、非常に重要な文化的英雄。また、ラオスの宇宙観に関係する土地の創造者である。別名、プー・サンカサー、ヤー・サンカシー（ラーオ語:ປູ່ສັງຂະສາ ຍ່າສັງຂະສີ）や王家の神（ラーオ語:ເທວະດາຫຼວງ）とも呼ばれる。

## 解説
現在でも人々はプーニュー・ニャーニューを神であり守護霊として崇拝している。ヒマラヤの森から、あるいは「タート・クワンシーの滝」から連れてきて養子にしたと言われている獅子の神獣「シン・ケーオ・シン・カム（ラーオ語:ສິງແກ້ວສິງຄໍາ）」を伴う。なお、シン・ケーオは兄で上半身、シン・カムは弟で下半身とされる。4月にルアンパバーンで行われるピーマイラオ（ラオス新年）の行事ではプーニュー・ニャーニューの仮面をつけ、麻紐の衣装を衣装をまとったプーニュー・ニャーニューやシン・ケーオ・シン・カムは重要な役割をなす。
ラーンサーン王朝では、王位継承（ラーオ語:ພິທີຣາຊາພິເສດ）の際にはプーニュー・ニャーニューが他の者よりも先に礼拝や水かけの儀式を行った。

## プーニュー・ニャーニューの神話
プーニュー・ニャーニューの神話は文献的伝承と口承の両方で行われてきた。Hathom Hongsuwanは、関連する16の神話を挙げ、ルアンパバーンの町の建設と、ラオスの王朝の起源を描いていると指摘している。
1. プーニュー・ニャーニューが地上に来た神話
2. プーニュー・ニャーニューが怪物を殺した神話
3. プーニュー・ニャーニューがクア・カオ・カートの巨大な蔦の木を切った神話
4. プーニュー・ニャーニューが人間のために火を取った神話
5. プーニュー・ニャーニューが都市を建設した神話
6. プーニュー・ニャーニューは天から地上に遣わされた天使で、大地を覆っていた巨木を切り倒し、闇を取り除くことで人類を救う神話
7. プーニュー・ニャーニューは天界にいたとき、クン・ボーロムの従者で悪魔を殺す力を持っていた神話。人々は「王家の精霊」と呼び、塔を建てた話。
8. プーニュー・ニャーニューが天から降りてきて、ルアンパバーンの寺院を切り裂いた話。人類を救うために天から降りてきて巨木を切り、その結果命を落としルアンパバーンのラオスの祖霊となった話。
9. 奇妙な顔をしたプーニュー・ニャーニューは天に住んでいたが、追放されて地上に住むようになった。しかし当時、地上は水に覆われ、陸地はなかった。彼らが水の泡を踏むと、その泡が陸になった。こうして都市が形成された。人々は彼らを「王家の神」として崇める神話。
10. プーニュー・ニャーニューはマック・ナムタオ・プーンの木を植えた土地の創造者である。これらの木は、ラオスを含む様々な種族の人間の子孫を生んだ。
11. プーニュー・ニャーニューがファー・グム王の時代に王家の神であったという神話
12. プーニュー・ニャーニューが天界の天使であったという神話
13. プーニュー・ニャーニューがシン・ケオ・シン・カムをペットにしていた神話。
14. ラオス人を助ける守護霊としてのプーニュー・ニャーニューの神話。
15. 人間を守る役割を担うプーニュー・ニャーニューの神話。ラオス人は彼らを「プー・モッドとヤー・ンガーム」とも呼ぶ。
16. プー・ノー（Pu No）とナ・ノー（Na No）と呼ばれるプーニュー・ニャーニューはシャベル、鍬、斧を装備し、地上の植物や敵対民族を解体した神話。その後、15系統のナーガを上回るルアンパバーンの王家の守護神となった。

最も人口に膾炙している「クア・カオ・カートの神話」ではテーン（現在のディエンビエンフー）と呼ばれた町で巨大な蔦の木が大地を覆いつくし、人々は日照不足で寒さと飢餓に苦しんでいた。クンブーロム王はこの蔓を切り倒す志願兵を募ったが誰も手を挙げなかった、そこでププーニュー・ニャーニューという老夫婦が志願してきた。これに対しクンブーロム王は褒めたたえ、何か望みはないかと尋ねたところ、死んだ後に二人の名声を残してほしいと願い出た。老夫婦は3か月と3日間かかって蔓を切り倒したが、その木に押しつぶされて死んでしまった。その後世界に光が戻り様々な生命が繁栄した。クンブーロム王は老夫婦をたたえ、今後何をするときにも二人のことを忘れないように命令した。これによって人々は言葉の最後にニューと付けるようになったという。また、2人のコスチュームを作り代々人々の間で継承してきた。街を守る祖先の霊となったという蔓伐採譚である。

## プーニュー・ニャーニューのコスチューム
ルアンパバーンの村民は、プーニュー・ニャーニューを神として崇めている。そのため、プーニュー・ニャーニューの仮面は通常、ワット・アーハーム（ラーオ語:ວັດອາຮາມ）に奉納されている。これらの仮面は公に出したり軽率に作成したりすることはできず、管理責任者だけが、これらの行為を行うことができる。プーニュー・ニャーニューは、膨らんだ赤い頭を持つ夫婦で、一方は細い黒い髭を持つ男性であることを示し、もう一方はやや小さく髭がないため女性であることを示している。プーニュー・ニャーニューは丸い木製の顔と可動式の口を持ち、眉毛と髭は塗装されている。長い麻のロープがマスクから下に向かって伸び、彼らの体を表している。シン・ケーオ・シン・カムは長い鼻と口のある金色のマスクを着用しており、同じ麻のロープがマスクから下に向かって伸び、体を表している。プーニュー・ニャーニューはそれぞれ 1名が演じ、シン・ケーオ・シン・カムは常に 2 名一組で演じる。

## ラオ新年（ピーマイラオ）におけるプーニュー・ニャーニューの役割
ラオス人はプーニュー・ニャーニューは、昔から存在する神聖な存在で街に繁栄と豊かさをもたらすと考えている。このため1975年以降の社会主義政権後、ルアンパバーンの新年を祝うためにプーニュー・ニャーニューの衣装を被りパレードを行う行事がおこなわれるようになった。その後、この行事に「リアン・ピー・ムアン」（街の精霊のためのパーティ）と「ヘー・ナン・ソンカーン」（ミス・ソンカーンパレード）の2つの風習が加わったという。実際プーニュー・ニャーニューの伝説ではピーマイラオの話は一切出てこない。
子どもの手首に彼らの毛を結ぶと、悪霊や災いから守られると信じられている。演じ手は代々同じ家系（ポンサワン一族）の者に限られ、着用前には必ず儀式が行われている。2024年の儀式は以下の通り。
- 2024年4月13日：9時9分プーニュー・ニャーニュー堂にてニワトリや菓子などを捧げて儀式の開始を行う[9]。昼にはワット・アーハーム（ラーオ語:ວັດອາຮາມ）で砂の仏塔を作る。夕方16:30、プーニュー・ニャーニューは僧侶や沙弥らを引き連れパレードしながらメコン川の支流であるナム・カーン川のほとりで聖水を汲み、それを器に入れ、若者たちがプーニュー・ニャーニュー堂まで担いで行く。その聖水は17日まで保管されパアーン仏像に聖水をかける儀式を行う[4][5]。パレードでは「シン・ケオ・シン・カム」と一緒に踊る[1]。
- 2024年4月14日：12時からワット・タートノイ（ラーオ語：ວັດທາດນ້ອຍ）からパレードを開始し、王宮前のプーシーの麓の段を上り祈願する。その後、ワット・スワンナ・キーリーの仏塔で供物を捧げ、寺院内で安寧、幸福、清涼を祈願して舞を披露する[4]。その後、ワット・シエントーンの僧房の前でも舞を披露する[5]。
- 2024年4月15日：12時からワット・シエントーンからワット・タートノイへ向かう途中のタートルアン広場で神に祈り、ワット・タートノイでも舞を披露する。夜7時にワット・ヴィスンナラートにて読経し、本堂内で舞を披露する[5]。
- 2024年4月17日：国立博物館内のパバーン堂から運び出され、ワット・マイ(ラーオ語:ວັດໄໝ່ ສຸວັນນະພູມາຣາມ）までパレードされた後、安置されるパバーン仏像への聖水の水かけの順番は、1)プーニュー・ニャーニューによるナムカーン川から汲んだ聖水、2)高僧と他の僧侶、3)王族や貴族、4)官吏、5)一般市民[4]であった。これはプーニュー・ニャーニューがナーガの代理として聖水を掛ける役を務める[5]とともに、精霊であるプーニュー・ニャーニューがパバーン仏像に水をかける儀式は仏教に帰依していることも示している。人々は、「パバーン仏像」に水をかけると豊かさと繁栄がもたらされると信じている[1]。その日の夕方、ワット・アハーム（ラーオ語:ວັດອາຮາມ）にて水かけや舞の儀式を行う[5]。
- 2024年4月18日：9時からプーニュー・ニャーニューを箱に戻す。

## プーニュー・ニャーニュー堂

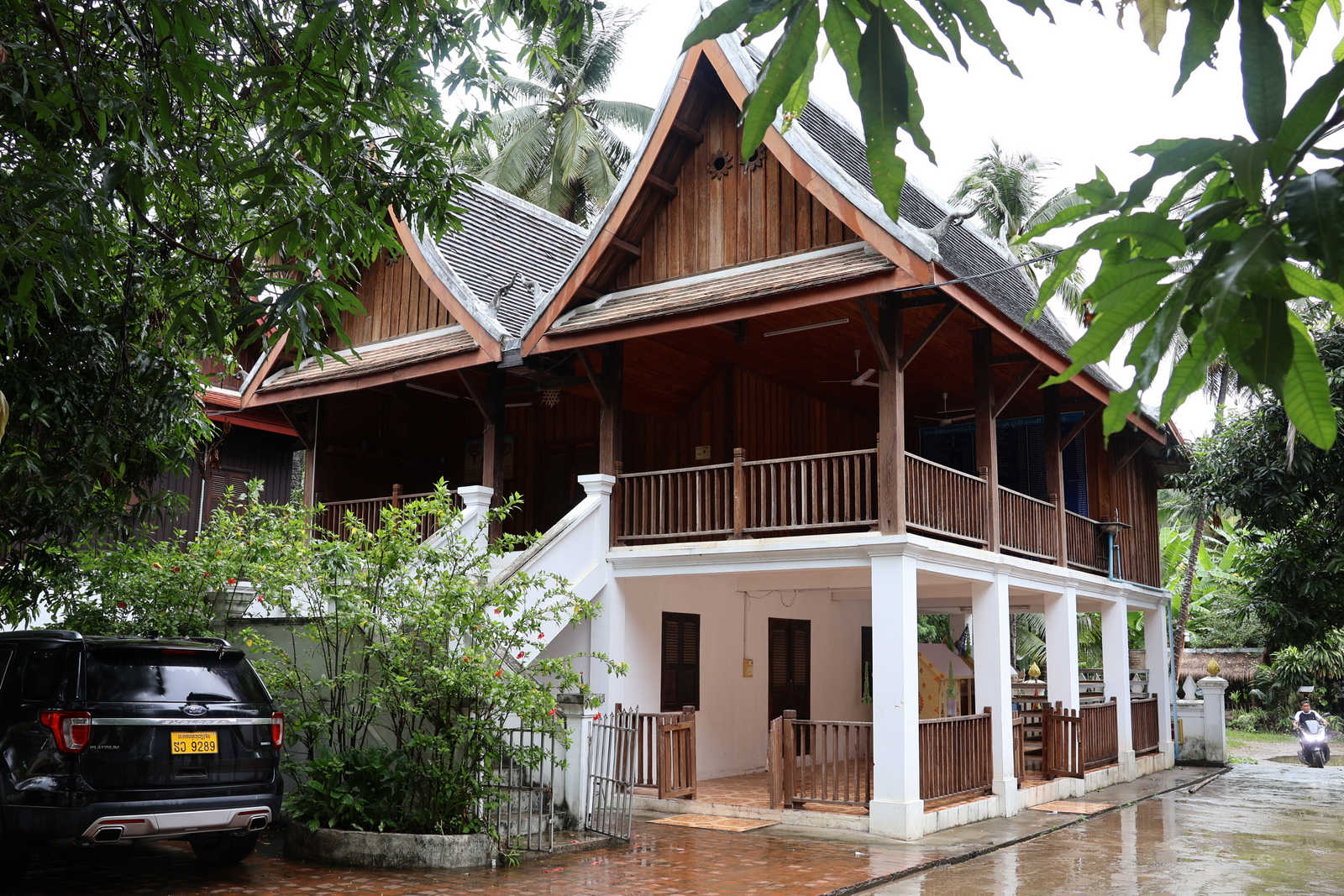
ワット・アハームのプーニュー・ニャーニュー堂

ルアンパバーンのワット・アーハーム（ラーオ語:ວັດອາຮາມ）には、プーニュー・ニャーニュー堂（ラーオ語:ຫໍປູ່ເຍີ ຍ່າເຍີもしくはຫໍເທວະດາຫຼວງ）があり、プーニュー・ニャーニューのコスチュームが保管されている。現在のプーニュー・ニャーニュー堂は2015年に建設されたものである。

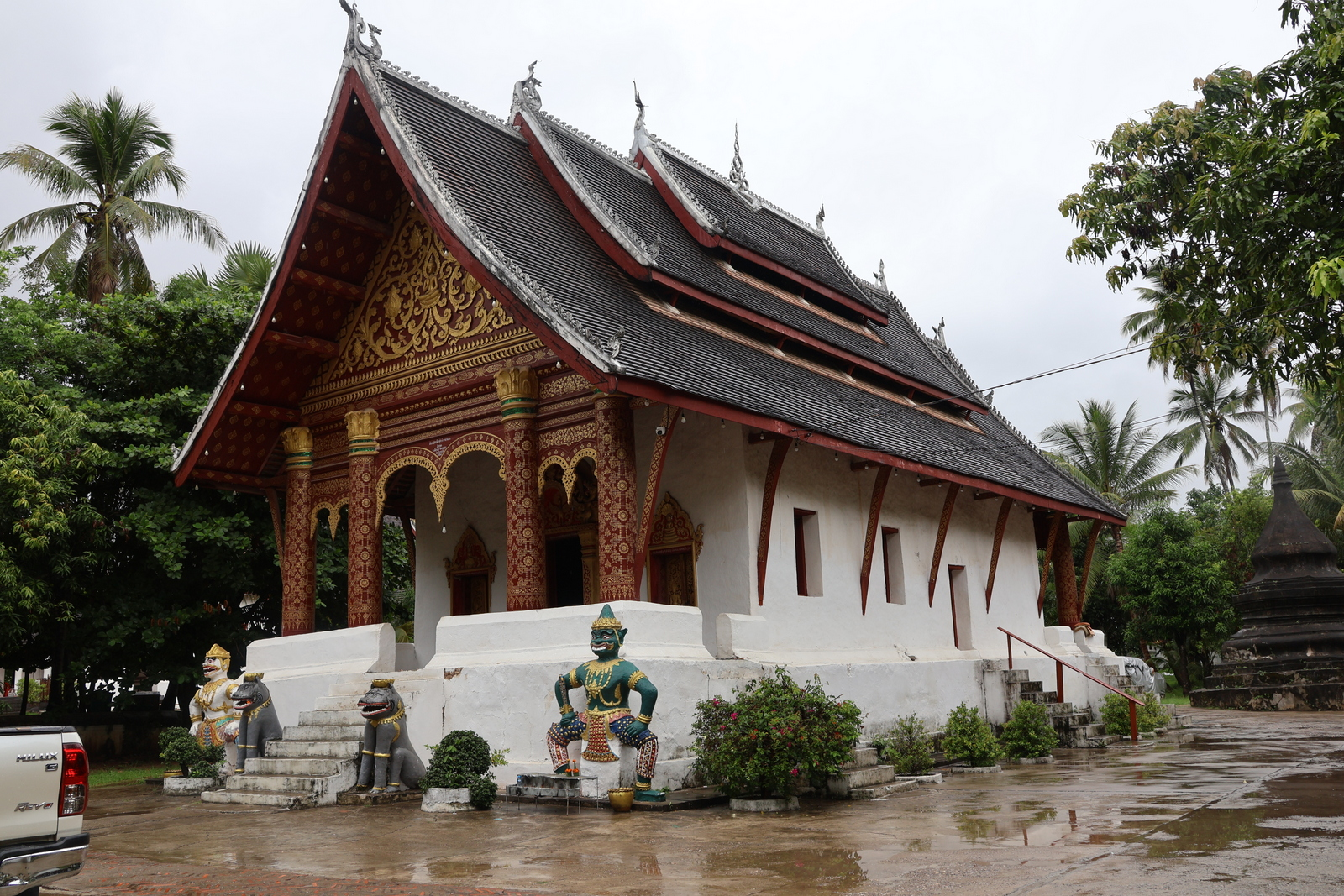
ワット・アハーム本堂

この寺はもともとはランサーン王国の創始者であるファーグム王（在位1353～1373年）がルアンパバーンの守護霊であるプーニュー・ニャーニューの祠をこの地に建立したが、敬虔な仏教徒であったポティサラート王（在位1520～1548年）が精霊崇拝を禁止し、この祠を破壊し仏教寺院であるワット・シースワンナデバロック（ワット・アーハームの前身）を建立した。この禁止令にもかかわらず、精霊崇拝は続き、セターティラート王の時代に祠は再建され、20世紀半ばに破壊されるまで仏教と精霊の祠は共存していた。この頃には、プーニュー・ニャーニューの守護霊は寺院の敷地内にある2本の大きな菩提樹に化身していたとされる。

## 参考
- EFEO　Photothèque virtuelle Charles Archaimbault, un ethnologue au Laos de 1951 à 1956> Cérémonies du nouvel an à Champassak et à Luang Prabang